# Шеринян, Дерек
Дерек Джордж Шеринян (Шери́ниан, англ. Derek George Sherinian; род. 25 августа 1966, Лагуна-Бич, Калифорния, США) — американский клавишник и автор песен. Известен как участник американской прог-метал группы Dream Theater с 1994 по 1998 годы.

## Биография
Aрмянского (по отцу) и греческого (по матери) происхождения. Семья матери музыканта, Кэрил Уильямсон (Caryl Williamson, род. 1939), происходит с греческого острова Нисирос. Его отец, юрист-цивилист Джордж А́ртур Шери́ниан, младший (George Arthur Sherinian, Jr.; 1940—2011), происходил из Детройта. Семья придерживалась конгрегационалистского ответвления кальвинизма.
Дерек родился 25 августа 1966 в Калифорнии и уже в 5 лет начал играть на фортепиано. Поступив в Berklee College of Music, где он проучился 3 года, он познакомился с Вильямом Калхауном (William Calhoun).
В сентябре 1987 Дерек был взят на работу Бадди Майлзом, для турне по рок и блюз клубам страны.
В 1989 году Дерек вместе с Элисом Купером отправился в турне в поддержку его платинового альбома «Trash». С 1989 по 1998 Дерек сыграл 250 концертов с Элисом и поучаствовал в записи 2 альбомов.
После второго турне и альбома с Элисом Дерек был взят в турне с «Kiss», с которыми он записал альбом «Alive III».
В сентябре 1994 года Дерек отправился вместе с «Dream Theater» в турне после записи их альбома «Awake». Через 6 месяцев тура ему было предложено стать полноправным членом группы. После 2  альбомов и 2 мировых турне Дерек расстался с «Dream Theater».
После ухода из «Dream Theater» Дерек выпустил свой сольный альбом «Planet X». Это стало возможно благодаря сотрудничеству с австралийским ударником Виржилом Донати (Virgil Donati). Эти двое вместе с виртуозом гитары Тони Макалпином (Tony MacAlpine) превратили дебютный альбом Дерека в музыкальный проект с одноименным названием «Planet X».
Сейчас Дерек живёт в Голливуд Хилз, где у него студия звукозаписи «Leopard Room». Там он записывает все свои сольные проекты и проекты «Planet X», а также продюсирует много начинающих групп.

## Дискография
Соло:
- 1999 — Planet X
- 2001 — Inertia
- 2003 — Black Utopia
- 2004 — Mythology
- 2006 — Blood of the Snake
- 2009 — Molecular Heinosity
- 2011 — Oceana

С «KISS»:
- 1993 — Alive III

С Alice Cooper:
- 1994 — The Last Temptation
- 1995 — Classicks

С «Dream Theater»:
- 1995 — A Change of Seasons
- 1997 — Falling Into Infinity
- 1998 — Once In A LIVEtime
- 1998 — 5 Years In A LIVEtime
- 2004 — When Dream and Day ReUnite (CD/DVD)

с «Planet X»:
- 2000 — Universe
- 2002 — Live From Oz
- 2002 — MoonBabies
- 2007 — Quantum

с «Relocator»
- 2010 — Relocator

с «Black Country Communion»
- 2010 — Black Country
- 2011 — Black Country Communion 2
- 2011 — Live Over Europe
- 2012 — Afterglow